# Municipio de Huntsburg
El municipio de Huntsburg (en inglés: Huntsburg Township) es un municipio ubicado en el condado de Geauga en el estado estadounidense de Ohio. En el año 2010 tenía una población de 3637 habitantes y una densidad poblacional de 57,59 personas por km².

## Geografía
El municipio de Huntsburg se encuentra ubicado en las coordenadas 41°32′31″N 81°2′31″O / 41.54194, -81.04194. Según la Oficina del Censo de los Estados Unidos, el municipio tiene una superficie total de 63.16 km², de la cual 61,31 km² corresponden a tierra firme y (2,93 %) 1,85 km² es agua.

## Demografía
Según el censo de 2010, había 3637 personas residiendo en el municipio de Huntsburg. La densidad de población era de 57,59 hab./km². De los 3637 habitantes, el municipio de Huntsburg estaba compuesto por el 98,3 % blancos, el 0,82 % eran afroamericanos, el 0,05 % eran amerindios, el 0,05 % eran asiáticos, el 0,16 % eran de otras razas y el 0,6 % eran de una mezcla de razas. Del total de la población el 0,71 % eran hispanos o latinos de cualquier raza.